# Megacyllene quinquefasciata
Megacyllene quinquefasciata är en skalbaggsart som först beskrevs av Julius Melzer 1931.  Megacyllene quinquefasciata ingår i släktet Megacyllene och familjen långhorningar. Inga underarter finns listade i Catalogue of Life.